# Cantó de Beaune-la-Rolande
El cantó de Beaune-la-Rolande és un cantó francès del departament de Loiret, situat al districte de Pithiviers. Té 18 municipis i el cap és Beaune-la-Rolande.

## Municipis
- Auxy
- Barville-en-Gâtinais
- Batilly-en-Gâtinais
- Beaune-la-Rolande
- Boiscommun
- Bordeaux-en-Gâtinais
- Chambon-la-Forêt
- Courcelles
- Égry
- Gaubertin
- Juranville
- Lorcy
- Montbarrois
- Montliard
- Nancray-sur-Rimarde
- Nibelle
- Saint-Loup-des-Vignes
- Saint-Michel

## Història
| Data d'elecció                           | Identitat        | Partit                | Qualitat |
| ---------------------------------------- | ---------------- | --------------------- | -------- |
| 1951-1964                                | Émile Bertrand   | UDSR, després radical |          |
| 1964-1970                                | Jean Delaplanche | Divers droite         |          |
| 1970-1998                                | René Chatel      | app. MRG              |          |
| 1982-                                    | Michel Grillon   | RPR, després UMP      |          |
| les dades anteriors no són pas conegudes |                  |                       |          |
|                                          |                  |                       |          |

## Demografia
| A partir de 1990: Població sense dobles comptes |